# Vittella
Vittella is een geslacht van uitgestorven kreeftachtigen uit de klasse van de Ostracoda (mosselkreeftjes).

## Soorten
- Vittella canaliculata (Hessland, 1949) Schallreuter, 1983 †
- Vittella craspedota (Jaanusson, 1957) Schallreuter, 1964 †
- Vittella fecunda Siveter, 1983 †
- Vittella gullhoegensis Schallreuter, 1984 †
- Vittella invasa (Sidaravichiene, 1975) †
- Vittella invasa (Sidaravichiene, 1975) Schallreuter, 1983 †
- Vittella jemtlandica (Thorslund, 1940) Schallreuter, 1973 †
- Vittella rogeri (Ivanova & Melnikova, 1977) Jones (C), 1986 †
- Vittella teisi (Harris, 1957) Schallreuter & Kruta, 1980 †
- Vittella vatia Jones (C. R.), 1986 †
- Vittella vittensis Schallreuter, 1964 †